# Altsek Nunatak
Altsek Nunatak är en nunatak i Antarktis. Den ligger i Sydshetlandsöarna. Argentina, Chile och Storbritannien gör anspråk på området. Toppen på Altsek Nunatak är 163 meter över havet.
Terrängen runt Altsek Nunatak är kuperad åt nordost, men åt sydväst är den platt. Havet är nära Altsek Nunatak åt sydväst. Trakten är glest befolkad. Närmaste befolkade plats är Maldonado Station, 8,7 kilometer nordost om Altsek Nunatak. 